# Santa Cruz de Nuca

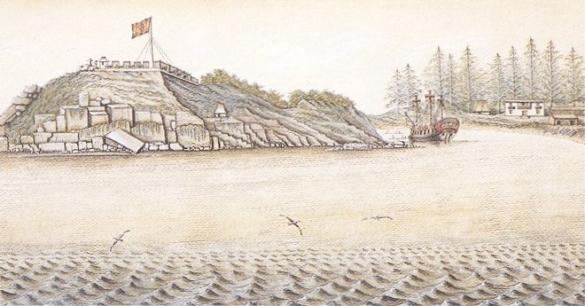
Fuerte de San Miguel en Nutca en 1793.

Santa Cruz de Nuca (o simplemente Nuca) fue un asentamiento español ubicado en la Isla de Vancouver, y la primera colonia europea en la actual Columbia Británica, Canadá. La colonia fue fundada en 1789 y existió hasta 1795 cuando fue abandonado siguiendo las resoluciones de la Convenciones de Nutca que casi desemboca en una guerra entre Gran Bretaña y España. La colonia estaba protegida por el vecino Fuerte de San Miguel. Santa Cruz de Nuca fue el único asentamiento español en lo que hoy en día es territorio canadiense.
Hoy en día su emplazamiento se encuentra ocupado por la localidad de Yuquot.